# コンスタンティノス3世
コンスタンティノス3世（Κωνσταντίνος Γʹ）、612年5月3日 - 641年5月24日）は、東ローマ帝国ヘラクレイオス王朝の第2代皇帝（在位：641年）。初代皇帝ヘラクレイオスの長男で、先妻エウドキアとの子。本名はヘラクレイオス・ネオス・コンスタンティノス（Ηράκλειος νέος Κωνσταντίνος）。

## 生涯
641年、父ヘラクレイオスの死により即位した。父の遺詔により、コンスタンティノス3世の義母マルティナ（ヘラクレイオスの姪で後妻）の息子ヘラクロナスと共同統治が行われた。しかし、宮廷内ではコンスタンティノス3世派とヘラクロナス派との間で抗争が起こった。この争いの中、コンスタンティノス3世は死亡してしまった。コンスタンティノスの死はマルティナによる毒殺であると噂された。
マルティナはヘラクロナスの後見人として皇帝になろうとしたが、コンスタンティノス3世派や近親相姦（ヘラクレイオスとの伯父姪婚）であるマルティナ母子を嫌う首都市民の要求により、コンスタンティノス3世の息子ヘラクレイオス・コンスタンティノスを共同皇帝につけざるを得なかった。